# Zagrad, Berane
Zagrad este un sat din comuna Berane, Muntenegru. Conform datelor de la recensământul din 2003, localitatea are 55 de locuitori (la recensământul din 1991 erau 69 de locuitori).

## Demografie
În satul Zagrad locuiesc 47 de persoane adulte, iar vârsta medie a populației este de 45,3 de ani (43,6 la bărbați și 46,8 la femei). În localitate sunt 20 de gospodării, iar numărul mediu de membri în gospodărie este de 2,75.
|  |

| Demografie | Demografie | Demografie |
| An         | Locuitori  | Locuitori  |
| ---------- | ---------- | ---------- |
|            |            |            |
|            |            |            |
|            |            |            |
|            |            |            |
| 1948       | 311        |            |
| 1953       | 327        |            |
| 1961       | 319        |            |
| 1971       | 280        |            |
| 1981       | 155        |            |
| 1991       | 69         | 69         |
| 2003       | 55         | 55         |

| \| Componența etnică conform recensământului din 2003[2] \| Componența etnică conform recensământului din 2003[2] \| Componența etnică conform recensământului din 2003[2] \| Componența etnică conform recensământului din 2003[2] \| Componența etnică conform recensământului din 2003[2] \| \| ----------------------------------------------------- \| ----------------------------------------------------- \| ----------------------------------------------------- \| ----------------------------------------------------- \| ----------------------------------------------------- \| \| \| \| \| \| \| \| Sârbi \| Sârbi \| \| 35 \| 63,63% \| \| Muntenegreni \| Muntenegreni \| \| 20 \| 36,36% \| \| necunoscută \| necunoscută \| \| 0 \| 0% \| |              |  |    |        |
| Componența etnică conform recensământului din 2003 |              |  |    |        |
| |              |  |    |        |
| Sârbi | Sârbi        |  | 35 | 63,63% |
| Muntenegreni | Muntenegreni |  | 20 | 36,36% |
| necunoscută | necunoscută  |  | 0  | 0%     |